# BlåGul Blues
Blågul Blues är ett musikalbum från 2002 där Claes Janson sjunger svenska visor.

## Låtlista
1. Ode to Billie (The Man I Love) (George Gershwin/Hans Widmark) – 3'51
2. Gubben Noah (Carl Michael Bellman) – 5'28
3. Stockholmsmelodi (Evert Taube) – 3'52
4. En valsmelodi (Lille Bror Söderlundh/Nils Ferlin) – 6'57
5. Somliga går med trasiga skor (Cornelis Vreeswijk) – 4'04
6. Balladen om herr Fredrik Åkare och den söta fröken Cecilia Lind (Cornelis Vreeswijk) – 3'26
7. En visa om ett rosenblad (Georg Riedel/Cornelis Vreeswijk) – 3'54
8. Gräsänklingsblues (Povel Ramel) – 5'56
9. Grön kväll i Margretelund (Olle Adolphson) – 4'15
10. Det går över (Jealous Kind) (Bobby Charles/Hans Widmark) – 6'34
11. Följ mig bortåt vägen (Povel Ramel) – 5'29
12. Ofattbart att det är vår (Georg Riedel/Barbo Lindgren) – 2'46
13. Närbutik (Georg Riedel/Thomas Tidholm) – 1'54

## Medverkande
- Claes Janson – sång
- Trio con X
  - Mikael Skoglund – piano
  - Per V. Johansson – bas
  - Joakim Ekberg – trummor, slagverk

### Fotnoter
1. ↑  ”Svensk mediedatabas”. http://smdb.kb.se/catalog/id/001551033. Läst 10 oktober 2011.